# 6726 Suthers
6726 Suthers eller 1991 PS är en asteroid i huvudbältet som upptäcktes den 5 augusti 1991 av den amerikanske astronomen Henry E. Holt vid Palomarobservatoriet. Den är uppkallad efter den amerikanska amatörastronomen Paul G. Sutherland.
Asteroiden har en diameter på ungefär 3 kilometer.